# Lenta (Piemont)
Lenta ist eine Gemeinde in der italienischen Provinz Vercelli (VC), Region Piemont.

## Lage und Einwohner
Lenta liegt mit 30 km nordwestlich von Novara und hat772 Einwohner (Stand 31. Dezember 2023). Die Nachbargemeinden sind Carpignano Sesia, Gattinara, Ghemme, Ghislarengo und Rovasenda.
Das Gemeindegebiet umfasst eine Fläche von 19 km².

## Geschichte
Etwa drei Kilometer westlich des Ortes Lenta befindet sich in einem Wald ein großes Militärdepot
(⊙), in dem nach dem Ende des Kalten Krieges mehrere tausend gepanzerte Fahrzeuge, Kampfpanzer, Panzerhaubitzen und dergleichen abgestellt und dann nur sehr langsam entsorgt oder verkauft wurden. Das Depot gilt als der größte „Panzerfriedhof“ Italiens.

## Weblink
- Panzerfriedhof Lenta YouTube, 15:03 min, Film über den Panzerfriedhof